# For Unlawful Carnal Knowledge Tour
Il For Unlawful Carnal Knowledge Tour (spesso abbreviato F.U.C.K Tour o semplicemente FUCK tour) è stato un tour nordamericano della rock band statunitense Van Halen a supporto del loro album For Unlawful Carnal Knowledge. È stato uno dei tour più lunghi della band, con un gran numero di concerti. Presentava date nelle Hawaii ed in Messico, posti in cui i Van Halen hanno suonato raramente.
Dai due concerti di Fresno in california sono stati estraopolati l'audio per il doppio CD Live: Right Here, Right Now ed il video per il VHS Van Halen: Right Here, Right Now - Live (poi riproposto in DVD). I Van Halen hanno successivamente promosso questi due lavori con un ulteriore tour: il Right Here Right Now Tour.

## Concerti[1]

### Prima tappa statunitense
- 16 agosto 1991: Atlanta, GA - Lakewood Amphitheater
- 17 agosto 1991: Antioch, TN - Starwood Amphitheater
- 20 agosto 1991: Burgettstown, PA - Starlake Amphitheater
- 21 agosto 1991: Cuyahoga Falls, OH - Blossom Music Center
- 24 agosto 1991: Noblesville, IN - Deer Creek Music Center
- 25 agosto 1991: Maryland Heights, MO - Riverport Amphitheater
- 26 agosto 1991: Bonner Springs, KS - Sandstone Amphitheater
- 29 agosto 1991: Clarkston, MI - Pine Knob Music Theatre
- 31 agosto 1991: Milwaukee, WI - Marcus Amphitheater
- 1º settembre 1991: Tinley Park, IL - New World Music Theater
- 6 settembre 1991: Englewood, CO - Fiddler's Green Amphitheatre
- 8 settembre 1991: Phoenix, AZ - Desert Sky Pavilion
- 9 settembre 1991: Sacramento, CA - Sleep Train Pavilion
- 10 settembre 1991: Costa Mesa, CA - Pacific Amphitheater
- 11 settembre 1991: Costa Mesa, CA - Pacific Amphitheater
- 13 settembre 1991: Mountain View, CA - Shoreline Amphitheater
- 14 settembre 1991: Mountain View, CA - Shoreline Amphitheater
- 15 settembre 1991: Sacramento, CA - Sleep Train Pavilion
- 23 settembre 1991: Albany, NY - Knickerbocker Arena

### Tappa nordamericana (inclusa seconda tappa statunitense)
- 8 ottobre 1991: Portland, ME - Cumberland County Civic Center
- 9 ottobre 1991: Providence, RI - Providence Civic Center
- 11 ottobre 1991: Hampton, VA - Hampton Coliseum
- 12 ottobre 1991: Raleigh, NC - Alltel Pavilion at Walnut Creek
- 15 ottobre 1991: Philadelphia, PA - The Spectrum
- 16 ottobre 1991: Philadelphia, PA - The Spectrum
- 17 ottobre 1991: Landover, MD - Capital Center
- 20 ottobre 1991: Buffalo, NY - Buffalo Memorial Auditorium
- 23 ottobre 1991: Albany, NY - Knickerbocker Arena
- 24 ottobre 1991: East Rutherford, NJ - Meadowlands Arena
- 25 ottobre 1991: East Rutherford, NJ - Meadowlands Arena
- 27 ottobre 1991: Uniondale, NY - Nassau Coliseum
- 29 ottobre 1991: Hartford, CT - Hartford Civic Center
- 30 ottobre 1991: Worcester, MA - Worcester Centrum
- 31 ottobre 1991: Worcester, MA - Worcester Centrum
- 3 novembre 1991: Montreal, QU - Montreal Forum
- 4 novembre 1991: Toronto, ON - SkyDome
- 7 novembre 1991: Winnipeg, MA - Winnipeg Arena
- 9 novembre 1991: Edmonton, AB - Northlands Coliseum
- 10 novembre 1991: Saskatoon, SK - Saskatchewan Place
- 11 novembre 1991: Calgary, AB - Olympic Saddledome
- 13 novembre 1991: Vancouver, BC - BC Place Stadium
- 14 novembre 1991: Tacoma, WA - Tacoma Dome
- 15 novembre 1991: Portland, OR - Portland Memorial Coliseum

### Terza tappa statunitense
- 2 dicembre 1991: Memphis, TN - Pyramid Arena
- 3 dicembre 1991: Shreveport, LA - Hirsch Memorial Coliseum
- 4 dicembre 1991: Dallas, TX - West End Marketplace (Free outdoor show)
- 6 dicembre 1991: Biloxi, MS - Mississippi Coast Coliseum
- 7 dicembre 1991: Baton Rouge, LA - The Centraplex
- 9 dicembre 1991: Tallahassee, FL - Tallahassee-Leon County Civic Center
- 10 dicembre 1991: Jacksonville, FL - Jacksonville Coliseum
- 12 dicembre 1991: St. Petersburg, FL - Thunderdome
- 13 dicembre 1991: Miami, FL - Miami Arena
- 14 dicembre 1991: Orlando, FL - Orlando Arena

### Quarta tappa statunitense
- 22 gennaio 1992: Tacoma, WA - Tacoma Dome
- 23 gennaio 1992: Portland, OR - Memorial Coliseum
- 28 gennaio 1992: Dallas, TX - Reunion Arena
- 29 gennaio 1992: Austin, TX - Frank Erwin Center
- 31 gennaio 1992: Houston, TX - The Summit
- 2 febbraio 1992: Oklahoma City, OK - Myriad Convention Center
- 3 febbraio 1992: Valley Center, KS - Kansas Coliseum
- 5 febbraio 1992: Carbondale, IL - SIU Arena
- 7 febbraio 1992: Cincinnati, OH - Riverfront Coliseum
- 8 febbraio 1992: Louisville, KY - Freedom Hall
- 9 febbraio 1992: Evansville, IN - Roberts Stadium
- 12 febbraio 1992: Chattanooga, TN - UTC Arena
- 14 febbraio 1992: Birmingham, AL - Birmingham Jefferson Civic Complex
- 15 febbraio 1992: Huntsville, AL - Von Braun Civic Center
- 16 febbraio 1992: Knoxville, TN - Thompson-Boling Arena
- 19 febbraio 1992: Kalamazoo, MI - Wings Stadium
- 21 febbraio 1992: Auburn Hills, MI - The Palace of Auburn Hills CANCELLATO
- 22 febbraio 1992: Auburn Hills, MI - The Palace of Auburn Hills CANCELLATO
- 24 febbraio 1992: Fort Wayne, IN - Allen County War Memorial Coliseum
- 26 febbraio 1992: Roanoke, VA - Roanoke Civic Center
- 28 febbraio 1992: Charlotte, NC - Charlotte Coliseum
- 29 febbraio 1992: Columbia, SC - Carolina Coliseum
- 2 marzo 1992: Kalamazoo, MI - Wings Stadium
- 3 marzo 1992: Fort Wayne, IN - Allen County War Memorial Coliseum

### Quinta tappa statunitense
- 3 aprile 1992: Auburn Hills, MI - The Palace of Auburn Hills
- 4 aprile 1992: Auburn Hills, MI - The Palace of Auburn Hills
- 6 aprile 1992: Manhattan, KS - Bramlage Coliseum
- 7 aprile 1992: Omaha, NE - Omaha Civic Auditorium
- 8 aprile 1992: Little Rock, AR - Barton Coliseum
- 10 aprile 1992: Cedar Rapids, IA - Five Seasons Center
- 11 aprile 1992: Peoria, IL - Peoria Civic Center
- 12 aprile 1992: Columbia, MO - Hearnes Center
- 15 aprile 1992: St. Louis, MO - St. Louis Arena
- 17 aprile 1992: Minneapolis, MN - Target Center
- 18 aprile 1992: Ames, IA - Hilton Coliseum
- 19 aprile 1992: Omaha, NE - Omaha Civic Auditorium
- 22 aprile 1992: Rapid City, SD - Rushmore Civic Center
- 23 aprile 1992: Billings, MT - MetraPark Arena
- 25 aprile 1992: Denver, CO - McNichols Sports Arena
- 27 aprile 1992: Albuquerque, NM - Tingley Coliseum
- 28 aprile 1992: El Paso, TX - El Paso Civic Center
- 2 maggio 1992: Inglewood, CA - Great Western Forum
- 3 maggio 1992: Inglewood, CA - Great Western Forum
- 6 maggio 1992: Las Vegas, NV - Thomas & Mack Center
- 8 maggio 1992: San Francisco, CA - Cow Palace
- 9 maggio 1992: Reno, NV - Lawlor Events Center
- 10 maggio 1992: Sacramento, CA - ARCO Arena
- 14 maggio 1992: Fresno, CA - Selland Arena
- 15 maggio 1992: Fresno, CA - Selland Arena
- 16 maggio 1992: Inglewood, CA - Great Western Forum
- 17 maggio 1992: Tucson, AZ - McKale Center

### Città del Messico
- 23 maggio 1992: Città del Messico, MX - Palacio de los Deportes
- 24 maggio 1992: Città del Messico, MX - Palacio de los Deportes

### Hawaii
- 29 maggio 1992: Honolulu, HI - Neal S. Blaisdell Center
- 30 maggio 1992: Honolulu, HI - Neal S. Blaisdell Center
- 31 maggio 1992: Honolulu, HI - Neal S. Blaisdell Center

## Scaletta Tipica[senzafonte]
1. Poundcake
2. Judgement Day
3. Runaround
4. When It's Love
5. One Way To Rock
6. assolo di basso
7. Pleasure Dome
8. assolo di batteria
9. Panama
10. Right Now
11. Why Can't This Be Love?
12. Finish What Ya Started
13. Give To Live
14. assolo di chitarra
15. You Really Got Me
16. I Can't Drive
17. Best Of Both Worlds
18. The Dream Is Over
19. Encore
20. Jump
21. Top Of The World

### Brani suonati occasionalmente
1. Cabo Wabo
2. Man On A Mission
3. Rock Candy
4. Rock 'N' Roll
5. Spanked
6. In 'N' Out